# Oblast' di Zaporižžja
L'oblast' di Zaporižžja o Zaporiggia (in ucraino Запорізька область?, Zaporiz'ka oblast') è una delle 24 regioni dell'Ucraina. Parte del territorio dell'oblast' è dal 2022 sotto l'occupazione della Russia.

## Geografia antropica

### Suddivisioni amministrative dopo il 2020

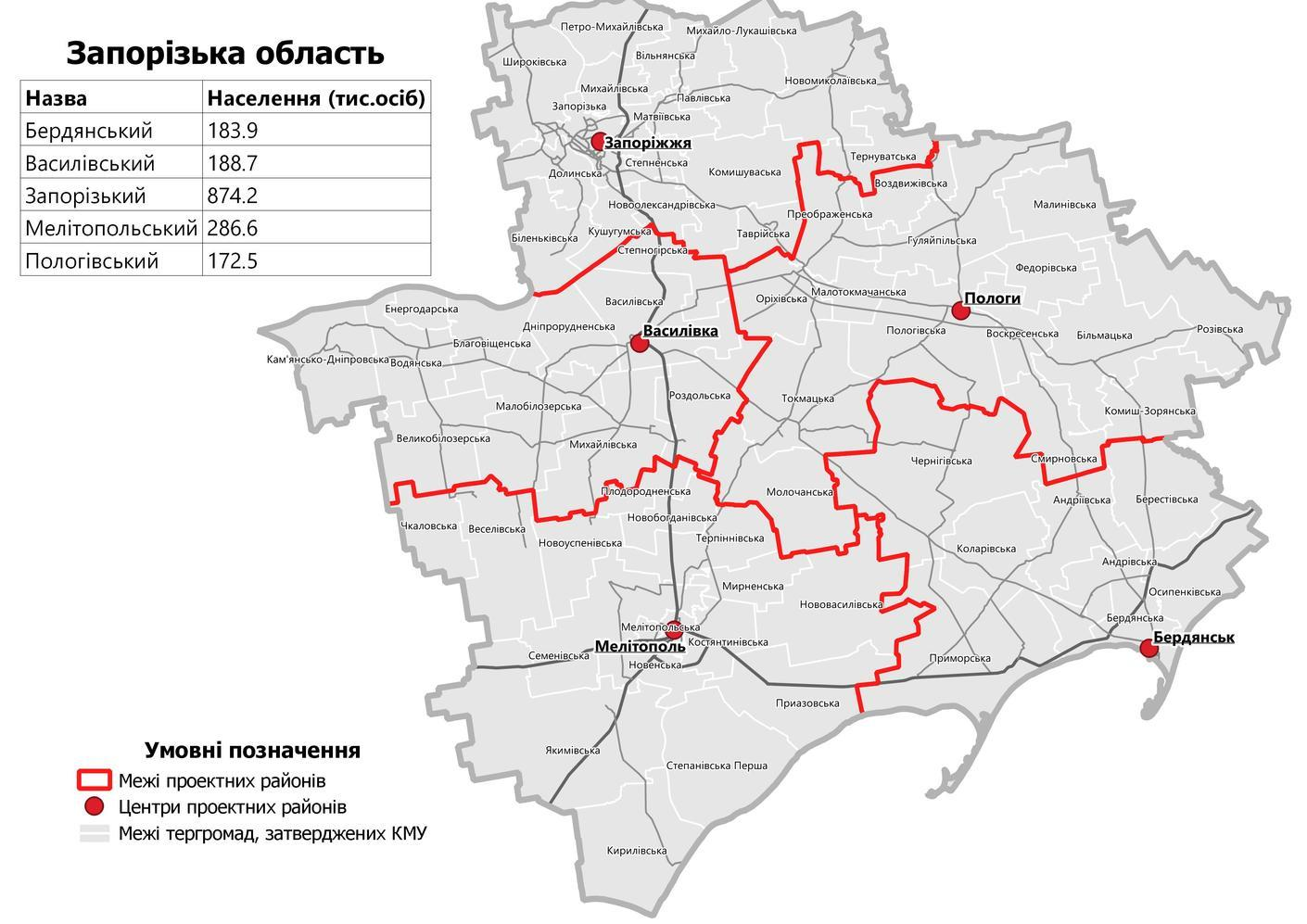
Distretti regione di Zaporižžja (dopo la riforma amministrativa dell'agosto 2020).

Con la riforma amministrativa del 2020 il numero dei distretti dell'oblast' è stato ridotto a 5. I distretti sono:
| Distretto  | Nome ucraino          | Capoluogo  |
| ---------- | --------------------- | ---------- |
| Berdjans'k | Бердянський район     | Berdjans'k |
| Melitopol' | Мелітопольський район | Melitopol' |
| Polohy     | Пологівський район    | Polohy     |
| Vasylivka  | Василівський район    | Vasylivka  |
| Zaporižžja | Запорізький район     | Zaporižžja |

I dati che seguono mostrano il numero di ogni tipo di suddivisione amministrativa:
- Distretti: 5
- Città: 14
- Insediamenti rurali: 23
- Villaggi: 920

### Suddivisioni amministrative prima del 2020
Prima del 18 luglio 2020 l'oblast' era divisa in 20 distretti e 5 municipalità.
I dati che seguono mostrano il numero di ogni tipo di suddivisione amministrativa:
- Distretti: 20
- Città: 14
- Insediamenti rurali: 23
- Villaggi: 920

## Città principali
| Città                 | Nome ucraino         | Nome russo          | Abitanti 1º gennaio 2022 |
| --------------------- | -------------------- | ------------------- | ------------------------ |
| Zaporižžja            | Запоріжжя            | Запорожье           | 710.052                  |
| Melitopol'            | Мелітополь           | Мелитополь          | 148.851                  |
| Berdjans'k            | Бердянськ            | Бердянск            | 106.311                  |
| Enerhodar             | Енергодар            | Энергодар           | 52.237                   |
| Tokmak                | Токмак               | Токмак              | 29.573                   |
| Polohy                | Пологи               | Пологи              | 18.111                   |
| Dniprorudne           | Дніпрорудне          | Днепрорудное        | 17.736                   |
| Orichiv               | Оріхів               | Орехов              | 13.896                   |
| Vil'njans'k           | Вільнянськ           | Вольнянск           | 14.324                   |
| Huljajpole            | Гуляйполе            | Гуляйполе           | 12.786                   |
| Moločans'k            | Молочанськ           | Молочанск           | 6.099                    |
| Kam"janka-Dniprovs'ka | Кам'янка-Дніпровська | Каменка-Днепровская | 12.117                   |
| Prymors'k             | Приморськ            | Приморск            | 11.157                   |
| Vasylivka             | Василівка            | Васильевка          | 12.567                   |